# Дом техники (Луганск)
Дом техники — культурное сооружение в Луганске, бывший выставочный зал, предназначенный для показа новейших научных достижений в угольной промышленности.
С 2000 года в здании располагается Институт культуры и искусств Луганского национального университета имени Тараса Шевченко.

## История
В 1841 году на возвышенности, там где сейчас стоит институт, немного выше прежней улицы Петербургской (сейчас ул. Ленина) и ул. Казанской (сейчас ул. Карла Маркса), на деньги, вырученные с пожертвований местного купечества и прихожан, был построен Свято-Никольский собор. Великолепные колокола собора, имеющие высокое содержание серебра в металле, в ясную погоду были слышны даже в станице Луганской. Образовавшаяся близ него площадь стала именоваться Соборной.
В связи с революцией 1917 года Соборная площадь стала именоваться Красной, а в здании собора формировались и вооружались рабочие дружины, которые воевали с белогвардейцами у Острой Могилы. Позже здание собора использовалось для испытаний авиамоторов.
В начале 30-х годов по просьбе местных большевиков на Красной площади хотели соорудить музей революции со сквером, где размещались бы памятники активным участникам революции, однако в связи с недостатком материальных средств, данная задумка осталась невоплощённой. В 1935 году собор был взорван, а ограду с находившимися около могилами особо почётных горожан сровняли с землёй.
В 1950 году архитектор-художник Александр Степанович Шеремет создал проект застройки и реконструкции Красной площади, где предусматривался парк революции, с бюстами революционеров, фонтанами и прочим, но очередная нехватка средств не позволила этот проект реализовать. Вместо этого проекта в 1951 году было принято решение построить выставочный центр научных достижений в угольной промышленности по проекту харьковских архитекторов В. П. Фадеичева, Б. В. Дзбановского и М. М. Сыркина.
В 1953 году, ко Дню шахтёра, на месте Свято-Никольского храма было возведено красивое архитектурное здание- Дом техники. Он был введен в эксплуатацию лишь в январе 1954 года по приказу министра угольной промышленности СССР. Площадь 1600 м² занимали промышленные выставки, научно-техническая библиотека насчитывала 52276 томов, сектора стандартов и патентов. Перед Домом техники разбили сквер по проекту В. П. Фадеичева, взяв за основу элементы проекта А. С. Шеремета. Сквер скатывается к ул. Шевченко террасами, соединёнными гранитными лестницами, на второй террасе расположен фонтан. В этом же году на конкурсе лучших жилых и гражданских сооружений Дому техники была вручена 1-я премия Управления по делам архитектуры при Совете Министров Украины, а куратор строительства А. С. Шеремет был награждён Почётной грамотой за участие в его сооружении. В 1960 году провели капитальный ремонт. Дом техники планировали передать молодёжному клубу, но этого не произошло. За сорок лет в его здании размещались банки, магазины, мелкие предприятия и организации